# Phyllonorycter deschkanus
Phyllonorycter deschkanus är en fjärilsart som beskrevs av Lastuvka 2006. Phyllonorycter deschkanus ingår i släktet guldmalar, och familjen styltmalar.
Artens utbredningsområde är Spanien. Inga underarter finns listade i Catalogue of Life.